# 清水咲斗子
清水 咲斗子（しみず さとこ、1965年10月24日 - ）は、日本の女性歌手。岐阜県大垣市出身。本名、清水 咲斗子（しみず さとこ）。
小学生でロックに目覚め、高校時代には多数のバンドでボーカリストとして活躍。1989年、テレビアニメ『天空戦記シュラト』主題歌「SHINING SOUL」でデビュー。元キングレコード所属。アニメ作品の挿入歌を中心に活動を行なっていた。作詞家としても活動。また英語歌詞の場合ではSATOKO名義として活動を行なっている。

## シングル
- 天空戦記シュラト（1989年4月21日）EPレコード、カセットテープ、8cmシングル
- 機動戦士SDガンダム（1989年8月5日）カセットテープ、8cmシングル
- 天空戦記シュラト（1989年8月21日）EPレコード、カセットテープ、8cmシングル
- 天空戦記シュラト（1989年11月5日）EPレコード、カセットテープ、8cmシングル
- OVA「天空戦記シュラト 創世への暗闘」主題歌・Keep Your Pure Love/ガラスの少年（1991年7月21日）8cmシングル
- コミックスイメージ「Compiler」 Unseen Love（1992年1月21日）8cmシングル
- 超電動ロボ 鉄人28号FX Get Your Dream（1992年11月21日）8cmシングル

## アルバム
- RAJAH（1990年8月5日）

1. Stop the music（English Version）
2. KissじゃXXX！（天空戦記シュラト）
3. 東へ…
4. Shining soul（天空戦記シュラト）
5. キャラバン（New Version）（天空戦記シュラト）
6. アディオス De ガンダム（SD戦国伝 武者七人衆編）
7. やさしさの調べ（天空戦記シュラト）
8. Set the fire（English Version）（天空戦記シュラト）
9. 夏のうねり（SD戦国伝 武者七人衆編）
10. 砂塵の迷図（New Version）（天空戦記シュラト）
11. Rajah（天空戦記シュラト）
12. Truth（天空戦記シュラト）

「夏のうねり」には、異名同曲異歌詞曲として「幻のバルバドレ」というバージョンが存在、1993年3月24日発売のアルバム『機動戦士SDガンダム 音搦大歌合』に収録。
- MY PRECIOUS NITE（1991年） KICS-95

1. You are the one
2. SET THE FIRE
3. STOP THE MUSIC
4. BREAK OUT NITE
5. YOU GOT IT!
6. I WAS MADE FOR DANCIN
7. Precious　Precious
8. Dance,Dance,Dance

- BECAUSE I LOVE YOU（1991年）

1. BECAUSE I LOVE YOU
2. Sonia
3. さよならの行方〜LAST FLIGHT〜
4. IF I COULD
5. やさしさを見つめて
6. 瞬間のすきま
7. Christmas Rose
8. Empty Blue
9. STOP THE MUSIC
10. You Are The One

- GET YOUR DREAM 〜 FOR EVERY LITTLE DIAMOND（1992年11月21日）

1. Unseen Love
2. Kitchen Discotheque
3. Get the power!!（英雄凱伝モザイカ）
4. Keep your Pure Love（天空戦記シュラト 創世への暗闘）
5. ガラスの少年（天空戦記シュラト 創世への暗闘）
6. Shinning Soul
7. Still Waiting
8. Get your Dream （超電動ロボ 鉄人28号FX）
9. フューチャー・ヒーロー（超電動ロボ 鉄人28号FX）
10. For every little Diamond
11. エピローグ

## 収録アルバム
- 天空戦記シュラト
  - 天空戦記シュラト 転生眩奏（1989年6月21日）カセットテープ、アルバム
  - 天空戦記シュラト 天山瞑楽（1989年9月5日）アルバム
  - 決定盤 スターチャイルドベストコレクション（1989年9月21日）アルバム、カセットテープ
  - 天空戦記シュラト Soul Lovers Only!（1989年11月21日）カセットテープ、アルバム
  - 天空戦記シュラト 曼陀羅・華（1990年2月5日）アルバム
  - 天空戦記シュラト異聞●上海小夜曲（1990年6月18日）アルバム
  - 天空戦記シュラト Celestial warrious Battle for Genesis（1991年10月21日）アルバム
  - 天空戦記シュラト 天山瞑楽（1993年3月5日）カセットテープ、アルバム
  - 天空戦記シュラト 転生眩奏（1993年3月5日）アルバム
  - 天空戦記シュラト Soul Lovers Only!（1993年3月5日）アルバム
  - 天空戦記シュラト 曼陀羅・華（1993年3月5日）アルバム
  - 天空戦記シュラト異聞 Shanghi Serenade ―上海小夜曲―（1993年3月5日）アルバム
  - タツノコプロ55周年記念 ベストソングコレクション タツノコGoGo SF&アクション編（2018年1月31日）アルバム
- 機動戦士ガンダム
  - 機動戦士SDガンダム TOKYO SHUFFLE（1989年8月5日）アルバム
  - 機動戦士SDガンダム 音搦大歌合（1993年3月24日）アルバム
  - GUNDAM 30th ANNIVERSARY GUNDAM SONGS 145（2010年2月24日）アルバム
- 英雄凱伝モザイカ
  - 英雄凱伝モザイカ・「モザイカ」抄/運命の戦士（1991年12月5日）アルバム
  - 英雄凱伝モザイカ 交響詩「モザイカ」（1991年12月5日）アルバム
- COMPILER
  - コミックスイメージ COMPILER（1992年3月5日）アルバム
  - コミックスイメージ Compiler ASSEMBLER（1992年4月16日）アルバム
  - コンパイラ ゴールデンベストデラックス（1996年1月24日）アルバム
- 超電動ロボ鉄人28号FX
  - 超電動ロボ鉄人28号FX・鉄人戦記（1992年11月21日）アルバム
  - 鉄人28号・ソング・コレクション（2000年3月24日）アルバム
  - ロボットアニメ大鑑 上巻（2009年11月26日）アルバム

## 作詞
- RELICS -The recur of "ORIGIN"

OP：Promised Land
ED：Love Train
※共に作詞にクレジット